# Barbus lauzannei
Barbus lauzannei es una especie de peces de la familia de los Cyprinidae en el orden de los Cypriniformes.

## Morfología
Los machos pueden llegar alcanzar los 10,8 cm de longitud total.

## Hábitat
Es un pez de agua dulce.

## Distribución geográfica
Se encuentra en el río Loffa (Guinea y Liberia) y el río Saint Paul (Liberia ). 